# Tina Bru
Tina Bru født 18. april 1986 i Moss, er en norsk politiker inden for Høyre og  Minister for olie og energi i Erna Solbergs regering siden 24. januar 2020.  Hun har været medlem af Stortinget fra Rogaland siden 2013. Hun har været anden næstformand for Stortingets Energi- og Miljøudvalg.

## Eksterne links
- Wikimedia Commons har flere filer relateret til Tina Bru